# Xã Piasa, Quận Jersey, Illinois
Xã Piasa (tiếng Anh: Piasa Township) là một xã thuộc quận Jersey, tiểu bang Illinois, Hoa Kỳ. Năm 2010, dân số của xã này là 3.376 người.